# 1995年邦咯岛弃毒事件
1995年3月17日，马来西亚霹雳州邦咯岛吉灵丸垃圾场发现41桶有毒工业废料，经调查后证实是氰化钾。这些氰化钾在海水涨潮时流向附近海域，导致三个养鱼场的数千只鱼被毒死。氰化钾是一种在工业和农业中广泛使用的化学品，但其副作用和辐射相当严重。时任卫生部长李金狮警告称，若消费者不慎食用受污染的鱼，可能会致命。经过调查，警方迅速逮捕两名华裔嫌犯，并确认这些废料来自槟城北海的一家工厂。
事件引起了联邦政府的高度关注，时任首相马哈迪·莫哈末对此感到愤怒，并发表声明指政府将尽快设立废料处理中心，防止类似事件再次发生。尽管当局及时处理了毒废料，但对鱼虾市场的伤害已经造成。霹雳州人民纷纷不敢购买海产，导致鱼虾市场批发和零售生意惨淡。1996年8月13日，两名被告李添安及朱运牛在1952年毒药法令及1974年环境控制法令下被控，最终李添安被罚款1万令吉及坐牢1天，朱运牛则被罚款5000令吉及坐牢1天。